# 제42회 서울독립영화제
제42회 서울독립영화제는 2016년 12월 1일에 열린 시상식이다.

## 수상 및 후보

### 대상
- 노후 대책 없다 - 이동우 수상

### 최우수작품상
- 여름밤 - 이지원 수상

### 심사위원상
- 순환하는 밤 - 백종관 수상
- 무저갱 - 김지현 수상

### 우수작품상
- 공동정범 - 김일란 외 1명 수상

### 열혈스태프상
- 메리크리스마스 미스터 모 - 하헌진 수상

### 독립스타상- 배우부문
- 수난이대 - 정재광 수상

### 새로운선택상
- 분장 - 남연우 수상

### 새로운시선상
- 천에 오십 반지하 - 강민지 수상

### 독불장군상
- 공동정범 - 김일란 외 1명 수상

### 관객상
- 인류의 영원한 테마 - 김현준 수상
- 꿈의 제인 - 조현훈 수상

### 심사위원특별언급
- 라이츄의 입시지옥 - 김현 수상

### 경쟁부문 - 단편
- 빙빙 - 임철민
- 덩어리 - 오재형
- 일어나기 - 유재현
- 아무도 살지 않는 집 - 문명환
- 거미줄 - 정시온
- 순환하는 밤 - 백종관
- 우주비행사들 - 손경수
- 천막 - 이란희
- 416프로젝트 '망각과 기억' - 자국 - 정일건
- 안개는 걷히고 - 김성진
- 빈 방 - 정다희
- 못, 함께하는 - 이나연
- 여름밤 - 이지원
- 등에 - 김경래
- 총과 토끼 - 신윤하
- 앰부배깅 - 한정재
- 연애경험 - 오성호
- 연지 - 오정민
- 홍어 - 연제광
- 우리아빠 환갑잔치 - 류연수
- 랜드 위드아웃 피플 - 김무영
- 구덩이 - 강산
- 바위너구리들 - 임유리
- 돼지 잡는 날 - 양청직
- 수난이대 - 김한라
- 얼라이브 - 김성환
- 무저갱 - 김지현
- 연애 - 김석영
- 일 - 박수현
- 새들이 돌아오는 시간 - 정승오

### 경쟁부문 - 장편
- 노후 대책 없다 - 이동우
- 깨어난 침묵 - 박배일
- 나의 연기 워크샵 - 안선경
- 시 읽는 시간 - 이수정
- 핵마피아 - 김환태
- 컴, 투게더 - 신동일
- 꿈의 제인 - 조현훈
- 공동정범 - 김일란 외 1명
- 메리크리스마스 미스터 모 - 임대형

### 새로운 선택
- 진동 - 조바른
- 베스트컷 - 최진
- 조명가게 - 김나윤
- 오하마나 - 현우민
- 아기와 나 - 손태겸
- 분장 - 남연우
- 가현이들 - 윤가현
- 이태원 - 강유가람
- 비치온더비치 - 정가영
- 오발탄 - 김호
- 빨간 구두 증후군 - 이성희
- 송강호의 조카 - 채재영
- 라이츄의 입시지옥 - 김현
- 헤르츠 - 봉준영
- 업무시간 - 이시대
- Useless story - 노풀잎
- 백패킹 - 강진엽
- 수영장 - 고유희
- 천에오십반지하 - 강민지
- 지오토 - 허준석
- 여름의 출구 - 안정연
- 오, 보이 - 이병협
- 퍼레이드 - 나지현
- 김수영, 불온한 시절 - 김건영 외 2명
- 미씽 - 김민경

### 특별초청 - 단편
- 사슴꽃 - 김강민
- 어둠에서 빛이 흘러나오는 소리 - 이경섭
- 마이 스윗 레코드 - 민환기
- 나의 기념일 - 홍지수
- 하얀 침묵 - 김효미
- 그 냄새는 소똥냄새였어 - 형슬우
- Before&After - 강민지
- 예술의 목적 - 현조
- 플라이 - 임연정
- 아버지의 방 - 장나리
- O - 에릭 오
- 미용실 - 구지현
- 말하지 않으면 - 채지혜
- 엄마의 상자 - 허윤
- 인류의 영원한 테마 - 김현준
- 도큐멘트 70: 속물에 대한 6가지 테제 - 콜렉티브 워크
- 카프카 - 심명훈
- 연지 - 소준문
- 수요기도회 - 김인선
- 아무것도 아니지만 - 황지은
- 피아노와 아이 - 이현미
- 풀밭 위의 점심식사 - 박현용
- 미행 - 이송희일
- 음유시인 - 포레스트 이안 엣슬러
- 나는 남한을 사랑합니다 - 정해성
- 팡뜨 - 양진열
- 깨끗하고 불빛 환한 곳 - 고재홍
- 사랑하는 사람의 아이를 낳는다 - 정지윤

### 특별초청 - 장편
- 여자들 - 이상덕
- 델타 보이즈 - 고봉수
- 인투 더 나잇 - 갈재민
- 재꽃 - 박석영
- 올 리브, 올리브 - 김태일 외 1명
- 춘천, 춘천 - 장우진
- 아티스트 : 다시 태어나다 - 김경원
- 소녀의 세계 - 안정민
- 위켄즈 - 이동하
- 고려 아리랑 : 천산의 디바 - 김소영
- 우리 손자 베스트 - 김수현
- 촌구석 - 태준식
- 누에치던 방 - 이완민
- 알피니스트 - 임일진 외 1명

### 해외초청
- 나비의 눈물 - 티파니 슝
- 비터 머니 - 왕 빙
- 디스트럭션 베이비 - 마리코 테츠야
- 악당들 - 이반 D. 가오나
- 라스트 패밀리 - 얀 P. 마투신스키
- 파크 - 소피아 엑사르호우
- 록키Ⅱ를 찾아서 - 피에르 비스무스
- 떠나간 여인 - 라브 디아스